# Всероссийская олимпиада школьников по обществознанию
Всеросси́йская олимпиа́да шко́льников по обществозна́нию — всероссийская ежегодная предметная олимпиада, предполагающая участие учащихся 5—11 классов (на определённых этапах — только учащихся 7—11 или 9—11 классов).

## История олимпиады
| Номер | Дата                     | Место проведения               | Участников | Награждено | Примечания |
| ----- | ------------------------ | ------------------------------ | ---------- | ---------- | --- |
| I     | 2001                     | Киров                          |            |            | |
| —     | 2002                     | Псков                          |            |            | На заключительном этапе Всероссийской олимпиады школьников по истории в Пскове был проведён «День обществознания» для желавших участвовать. В этот день состоялись конкурсы по различным номинациям, отразившим отдельные модули интегрированного курса обществознания. Победителям были вручены награды. |
| II    | 2005                     | Набережные Челны               |            |            | |
| III   | 24—29 апреля 2006        | Саратов                        |            |            | Олимпиада проходила на базе Саратовского государственного университета имени Н. Г. Чернышевского. |
| IV    | 22—27 апреля 2007        | Москва                         |            | 96         | Олимпиада проходила на базе Московского государственного университета имени М. В. Ломоносова. |
| V     | 21—26 апреля 2008        | Казань                         |            | 76         | Олимпиада проходила на базе лицея № 159 г. Казани |
| VI    | 6—12 апреля 2009         | Брянск                         |            |            | Олимпиада проходила на базе Брянского государственного университета имени академика И. Г. Петровского |
| VII   | 12—17 апреля 2010        | Смоленск                       | 240        | 71         | Олимпиада проходила на базе Смоленского государственного университета. |
| VIII  | 17—23 апреля 2011        | Покровское, Московская область |            |            | Олимпиада проходила на базе НИУ «Высшая школа экономики». |
| IX    | 14—20 апреля 2012        | Химки                          |            |            | |
| X     | 13—19 апреля 2013        | Москва                         |            |            | Олимпиада проходила на базе НИУ «Высшая школа экономики». |
| XI    | 5—11 апреля 2014         | Москва                         |            |            | Олимпиада проходила на базе НИУ «Высшая школа экономики». |
| XII   | 18—24 апреля 2015        | Москва                         | 243        | 97         | Олимпиада проходила на базе НИУ «Высшая школа экономики». |
| XIII  | 23—29 апреля 2016        | Смоленск                       |            |            | Олимпиада проходила на базе Смоленского государственного университета. |
| XIV   | 22—28 апреля 2017        | Пермь                          | 243        | 109        | Олимпиада проходила на базе ГАОУ «Пермский кадетский корпус Приволжского федерального округа им. Героя России Ф. Кузьмина». |
| XV    | 21—26 апреля 2018        | Великий Новгород               | 233        | 107        | |
| XVI   | 30 марта — 4 апреля 2019 | Москва                         | 224        | 100        | Олимпиада проходила на базе НИУ «Высшая школа экономики». |
| XVII  | 21 — 27 марта 2020       | Москва                         | —          | —          | Всероссийская олимпиада была отменена в связи с пандемией коронавируса. Все участники из выпускных классов признаны призёрами. |
| XVIII | 24 — 30 апреля 2021      | Москва                         | 283        | 127        | Олимпиада проходила на базе НИУ «Высшая школа экономики». |
| XIX   | 17 — 23 апреля 2022      | Москва                         | 261        | 124        | Олимпиада проходила на базе НИУ «Высшая школа экономики». |
| XX    | 3 — 9 апреля 2023        | Ульяновск                      | 290        | 153        | Олимпиада проходила на базе Ульяновского государственного педагогического университета имени И. Н. Ульянова. |
| XXI   | 5 — 11 апреля 2024       | Псков                          | 314        | 149        | Олимпиада проходила на базе Псковского государственного университета. |

### Статистика
| Статистика заключительных этапов олимпиад | Статистика заключительных этапов олимпиад | Статистика заключительных этапов олимпиад | Статистика заключительных этапов олимпиад | Статистика заключительных этапов олимпиад | Статистика заключительных этапов олимпиад |
| Олимпиада                                 | Класс                                     | Число участников                          | Дипломы I степени                         | Дипломы II степени                        | Дипломы III степени                       |
| ----------------------------------------- | ----------------------------------------- | ----------------------------------------- | ----------------------------------------- | ----------------------------------------- | ----------------------------------------- |
| IV                                        | 9                                         |                                           | 3                                         | 13                                        | 6                                         |
| IV                                        | 10                                        |                                           | 1                                         | 7                                         | 18                                        |
| IV                                        | 11                                        |                                           | 5                                         | 10                                        | 33                                        |
| V                                         | 9                                         |                                           | 1                                         | 3                                         | 8                                         |
| V                                         | 10                                        |                                           | 2                                         | 7                                         | 20                                        |
| V                                         | 11                                        |                                           | 4                                         | 17                                        | 14                                        |
| VII                                       | 9                                         | 56                                        | 3                                         | 9                                         | 9                                         |
| VII                                       | 10                                        | 69                                        | 4                                         | 15                                        | 15                                        |
| VII                                       | 11                                        | 115                                       | 9                                         | 31                                        | 31                                        |

## Этапы олимпиады
Согласно Положению о Всероссийской олимпиаде школьников, выделяются следующие этапы олимпиады:
- школьный — организуется образовательными учреждениями; проводится в сентябре - октябре; участие в нём могут принимать желающие учащиеся 5—11 классов образовательных учреждений;
- муниципальный — организуется органами местного самоуправления в сфере образования; проводится в ноябре — декабре; участие в нём могут принимать учащиеся 7—11 классов образовательных учреждений, ставшие победителями и призёрами предыдущего этапа;
- региональный — организуется органами государственной власти субъектов Российской Федерации в сфере образования; проводится в январе — феврале; участие в нём могут принимать учащиеся 9—11 классов образовательных учреждений, ставшие победителями и призёрами предыдущего этапа;
- заключительный — организуется Министерством просвещения; проводится в апреле; помимо победителей и призёров предыдущего этапа олимпиады, в заключительном этапе принимают участие победители и призёры заключительного этапа прошлого года, если они по-прежнему обучаются в образовательных учреждениях.